# 镛州
镛州，五代十国时设置的州。

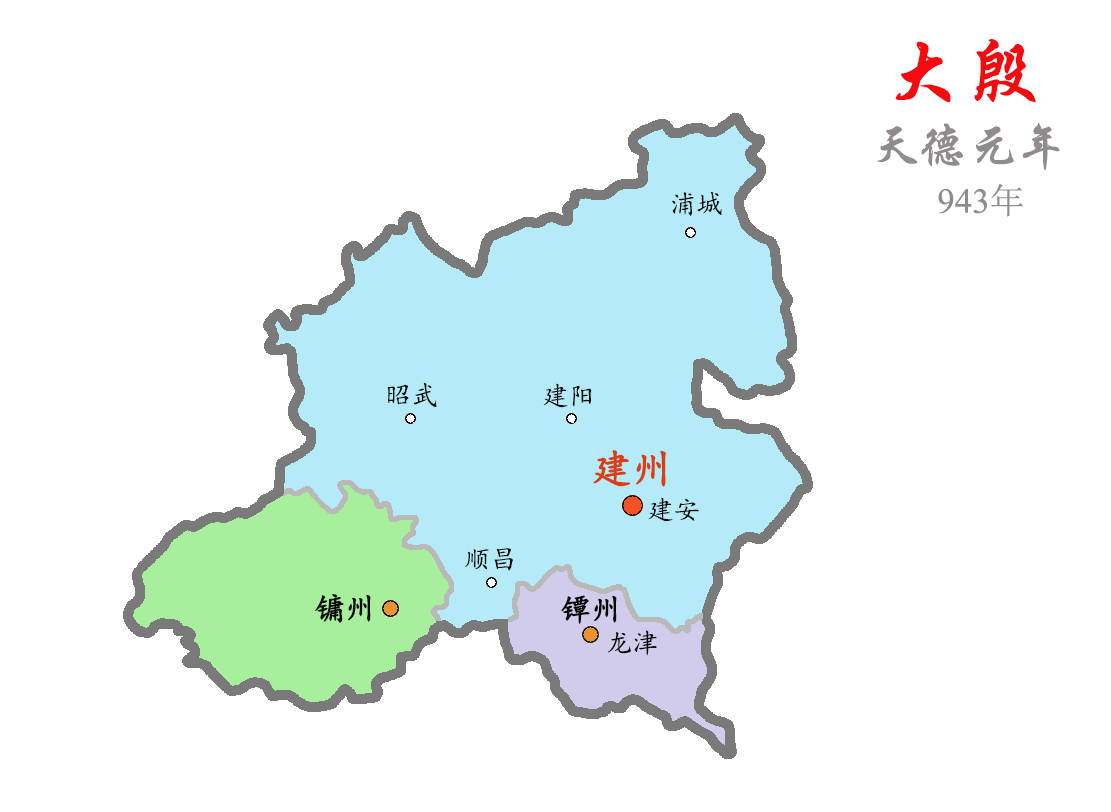
镛州

殷天德元年（943年），王延政称殷帝后，升将乐县置。以将乐县城西郊有山形如覆钟，故取名镛州。治所在今福建省三明市将乐县。辖境包括今将乐县、泰宁县和建宁县。945年，王延政改国号为闽。闽国灭亡后的946年，南唐将其降为将乐县。